# Screveton
Screveton is een civil parish in het bestuurlijke gebied Rushcliffe, in het Engelse graafschap Nottinghamshire.
In het Domesday Book van 1086 wordt het dorp vermeld als 'Screvetone' en de bevolking wordt op 18 huishoudens vastgesteld, waaronder 4 villeins. In 2001 telde het dorp 125 inwoners. Negen bouwwerken in het dorp staan op de Britse monumentenlijst. Daaronder bevindt zich de aan Wilfrid van York gewijde dorpskerk, waarvan de oudste delen uit de dertiende eeuw stammen.